# علم كلي
المعرفة اللامحدودة أو الْعِلْم بكل شيء أو الْعِلْم الإلهي أو مطلق الْعِلْم أو الْعِلْم الْكُلِّيّ أو الْعِلْمِيّة أو كُلِيَّة الْعِلْم (بالإنجليزية: Omniscience)‏ هي القابلية لمعرفة كل شيء، أو على الأقل كل شيء من الممكن أن يُعرَف عن شخص، بما في ذلك الأفكار والمشاعر، والحياة والكون، إلخ... في الأديان الإبراهيمية، الوحيد الذي يمتلك تلك القدرة هو الله.